# Нежин (пароплав, 1954)
"Нежин" (англ. до 1974 "Negin" і з 1974 "Nezhin"), - твіндечний суховантажний пароплав Чорноморського морського пароплавства з липня 1954 до 1967 чи 1969 року, а потім Азовського морского пароплавства с 1967 чи 1969 і до 1978 року, один з пароплавів класу Коломна, проект 233. Пароплав був названий на честь міста Нежин в УРСР, який зараз зветься Ніжин, Україна.

## Англійське ім'я пароплава.
Згідно "Протоколу Третьої Радянсько-Американської Комісії з морського судноплавства" 1974 року, з 1 липня 1974 року повне ім'я членів екіпажу радянських пароплавів в судових ролях та ім'я радянських пароплавів англійською мовою повинні переводитися згідно таблиці в даному Протоколі.
Так букву Ж стали писати англійською як ZH. А до 1974 року було інше англійське написання букви Ж:
1. G - в часи СРСР до 1974 року.
2. ZSH - так писали букву Ж в XIX  столітті. Це можна перевірити пошуком словосполучення Ship Nezshin в Інтернеті. Схоже, що тоді було інше судно "Нежин".

Це означає, що після середини 1974 року пароплав змінив англійську назву на Nezhin, а до 1974 року мав назву Negin.
В фільмі "Смугастий рейс" (1961) використовували пароплав «Фарязино», який для зйомок перейменували в "E.Onegin" (рос. "Евгений Онегин"), англійською "E.Onegin" (в ті роки не писали російську літеру Е як англійське YE, а писали тільки як англійське Е.), а якщо читати на ірландський манер O'Negin, тоді в президенти США виходив О'Кенеді. Англійське Negin можна озвучити як Нежин чи Негин. До того ж справжній пароплав "Нежин" у 1959-1960 році ходив в рейс до Цейлону наприкінці 1950-х років, але груз був не тигри. А в фільмі не справжній "Нежин" привіз тигрів з Цейлону.
У фільмі Пірати XX століття використовували пароплав «Фатеж», який для зйомок перейменували в "Нежин".
«Фатеж» побудували на тій же верфі в НДР, де також побудували "Нежин". З першого погляду не побачити різницю між пароплавом "Нежин" та пароплавом «Фарязино» чи «Фатеж».

## Історія
Пароплав почали будувати в 1953 році на верфі в Росток, НДР. Його будування біло закінчено і пароплав передали Чорноморському морському пароплавству в липні 1954 року.
Тільки два пароплави класу Коломна передали цьому пароплавству: "Нежин" та "Смела". Обидва пароплава побудовані в липні 1954 року. Їх портом приписки стала Одеса. Інші пароплави цього класу працювали в інших пароплавствах СРСР.

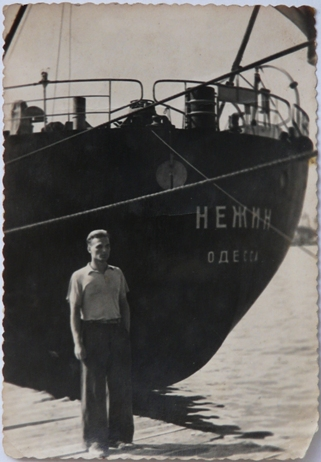
Кочегар Микола Грищук, народжений в рік тигра за Китайським календарем, біля корми свого пароплава "Нежин". На кормі зазначено ім'я пароплаву та порт приписки Одеса. Фото періоду з 15 травня 1956 і до кінця 1957 р.

### Нещасний випадок

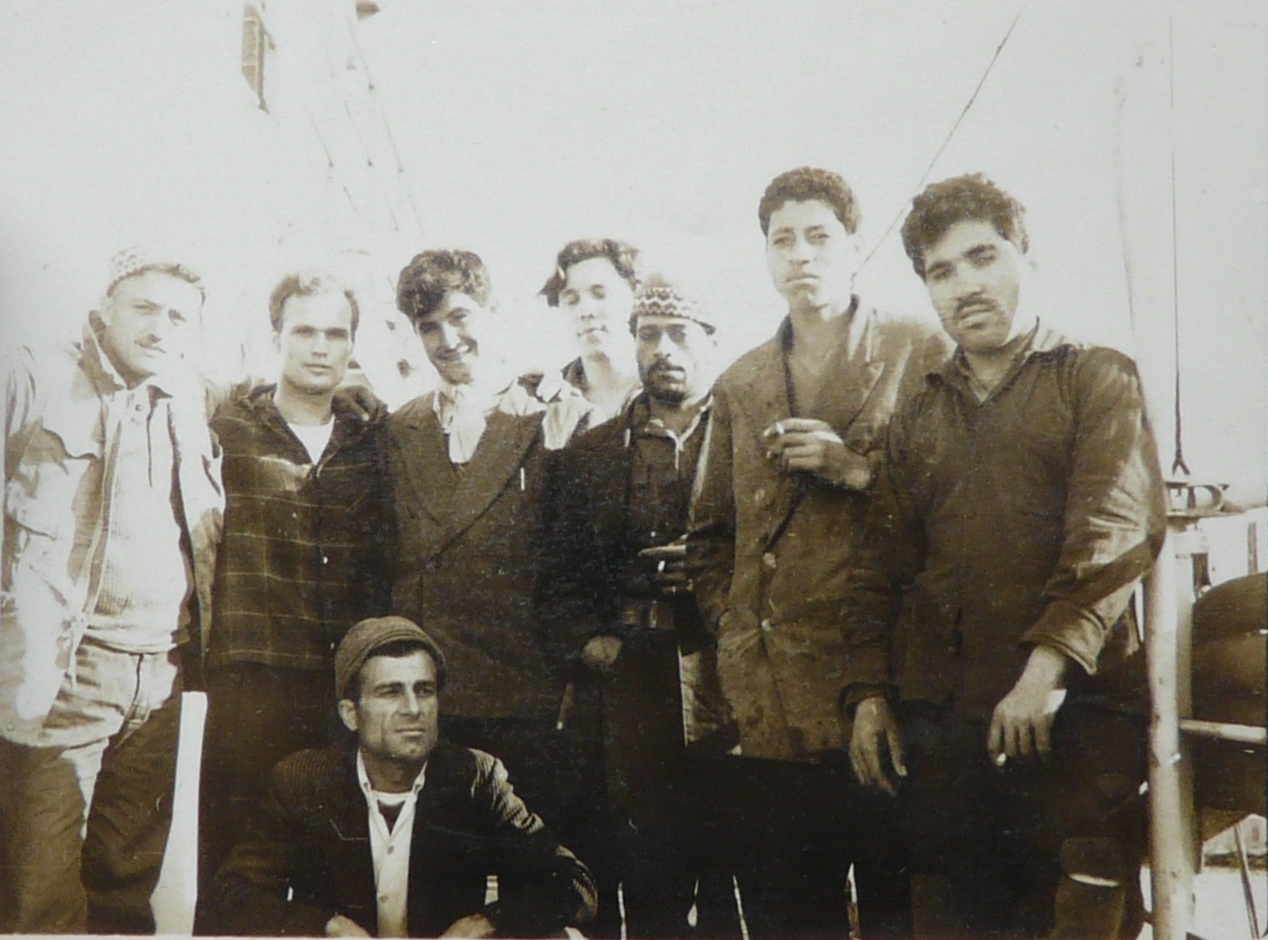
Кочегар Микола Грищук та електрик Шумілов (його очі закриті) разом з сирийцями на пароплаві "Нежин". Фото зроблено в Сирії між липнем 1956 та квітнем 1957 року. Шумілов помер в аварії на машині в Одесі в 1980-х.

За спогадами члена екіпажу Миколи, кочегар пароплаву "Нежин", до його приєднання до пароплаву мав місце нещасний випадок, - нога одного члена екіпажу потрапила в шлакову дробарку і була подроблена.

### Рейси до Єгипту та Сирії
Молодий кочегар Микола вперше прибув на борт пароплава "Нежин" в травні 1956 року, пароплав вийшов в рейс до Єгипту.
Радянський міністр закордонних справ Шепілов Дмитро Трофімович прибув з візитом до Сирії в липні 1956 року. Він запропонував, що на додаток до політичної і економічної допомоги може бути військова допомога від Радянського Союзу до молодої сирійської держави.

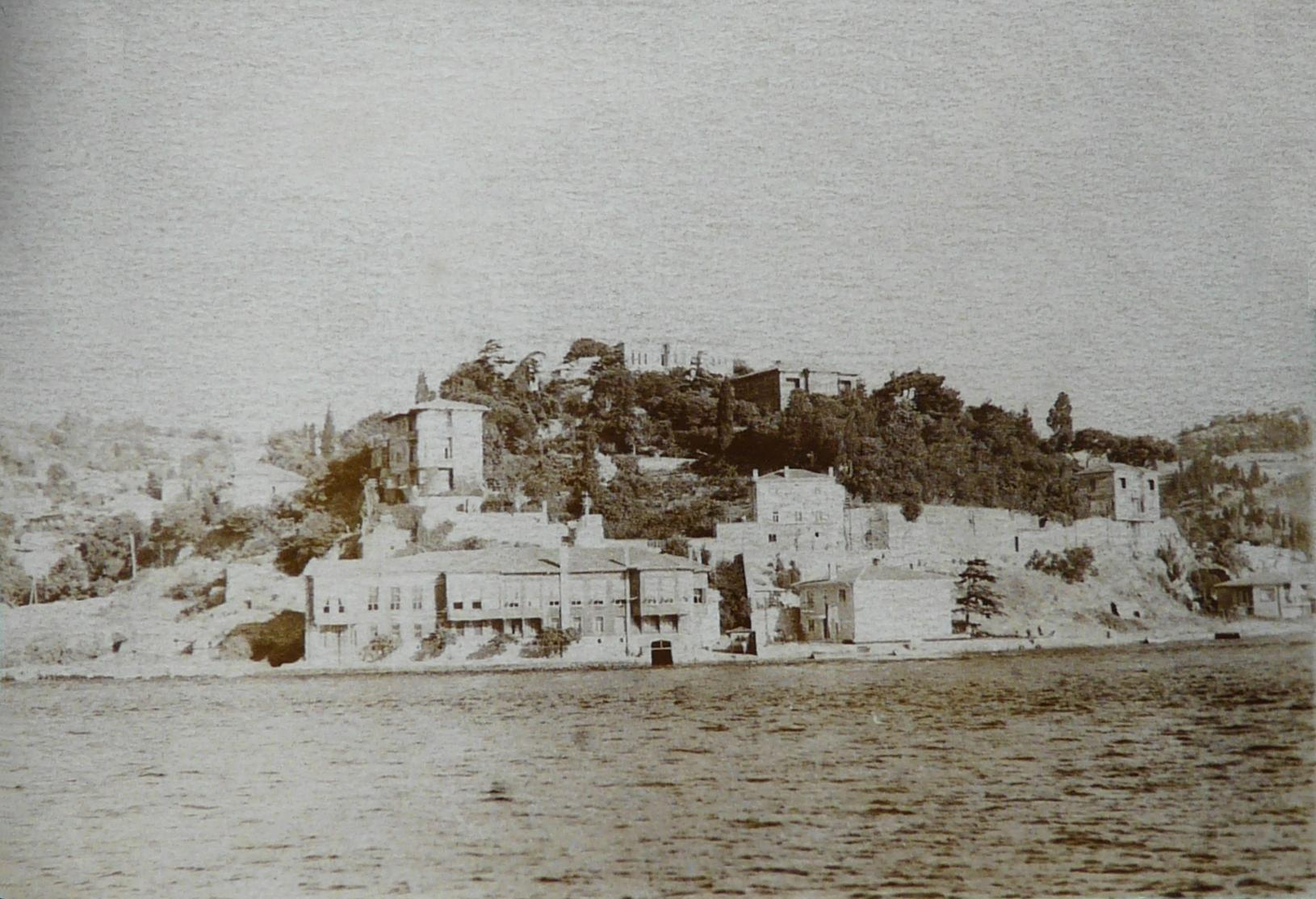
У протоці Босфор, - фотографія з борту пароплава "Нежин" зроблена в період між літом 1956 і кінцем 1958.

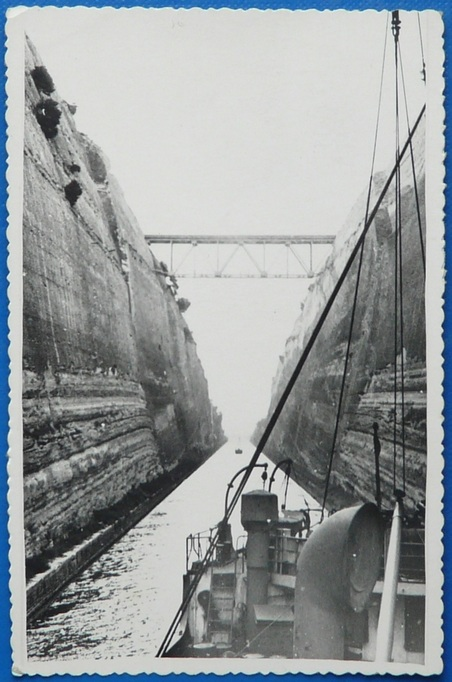
"Нежин" в Коринфськом каналі. Фото датіровано між літом 1956 та 1960 роком.

Наступний рейс пароплава "Нежин" був влітку до Сирії 1956 року.
26 липня 1956 року президент Єгипту Гамаль Абдель Насер виступив в Александрії з промовою, оголосивши про націоналізацію компанії Суецького каналу, яка належала французам і англійцям, як засіб для фінансування проекту Асуанської греблі у зв'язку з відходом англо–американського контингенту з країни (виведення було завершено 18 липня 1956 року).
Надалі пароплав "Нежин" часто відвідував Сирію і Єгипет. Вантажі, включно військові вантажі, завантажували в портах Радянського Союзу. До 1958 року вантаж був призначений переважно для портів Східного Середземномор'я і Адріатичного моря. В Турецькі порти пароплав не заходив.
Націоналізація каналу призвела до вторгнення британських, французьких та ізраїльських військ і початку Суецької кампанії (жовтень 1956 - березень 1957). Канал був частково зруйнований, деякі кораблі були потоплені. Судноплавство каналом було закрито до 10 квітня 1957 року, коли Суецький канал відкрили після очищення за допомогою сил ООН.

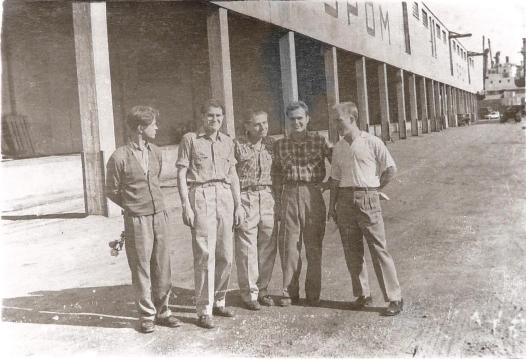
Члени екіпажу пароплава "Нежин" повертаються з міста на пароплав, пароплав у правому верхньому куту фотографії. Фото 1957-1959 років.

### Вантажі для портів Радянського Союзу
В Єгипті пароплав "Нежин" завантажував бавовну в тюках для порту Новоросійськ чи Херсон. В Херсоні у 1952 році була заснована "Херсонська бавовно-паперова фабрика" і першу продукція була видана у 1954 році.
Також цей пароплав завантажував боксити в регіоні Ітеа, Греція, і вивантажував цей вантаж в порту Миколаїв. Виконуючи ці рейси та рейси до Італії, пароплав проходив Коринфський канал.

### Рейс до Алжиру
З початку визвольної війни проти колоніального панування Франції в 1954-1962 роках СРСР надавав Алжиру всебічну підтримку. Вона включала в себе виступи на захист алжирського народу в ООН і на різних міжнародних форумах, надання фінансової, матеріальної і військової допомоги, організацію кампаній солідарності в міжнародному масштабі з боротьбою алжирців за свободу і незалежність.
Пароплав "Нежин" перевозив вантажі до Алжир. Тоді в Алжирі була війна і пароплав кинув якір біля алжирського порту і чекав вільного місця. Один невеликий військовий катер ходив навколо "Нежина", щоб зхистити пароплав від атак водолазів або ворожої торпеди.

### Рейси до Італії
Пароплав "Нежин" також перевозив вантажі до Італії і взимку проходив Коринфським каналом. Розміри пароплава дозволяли проходити цей канал.

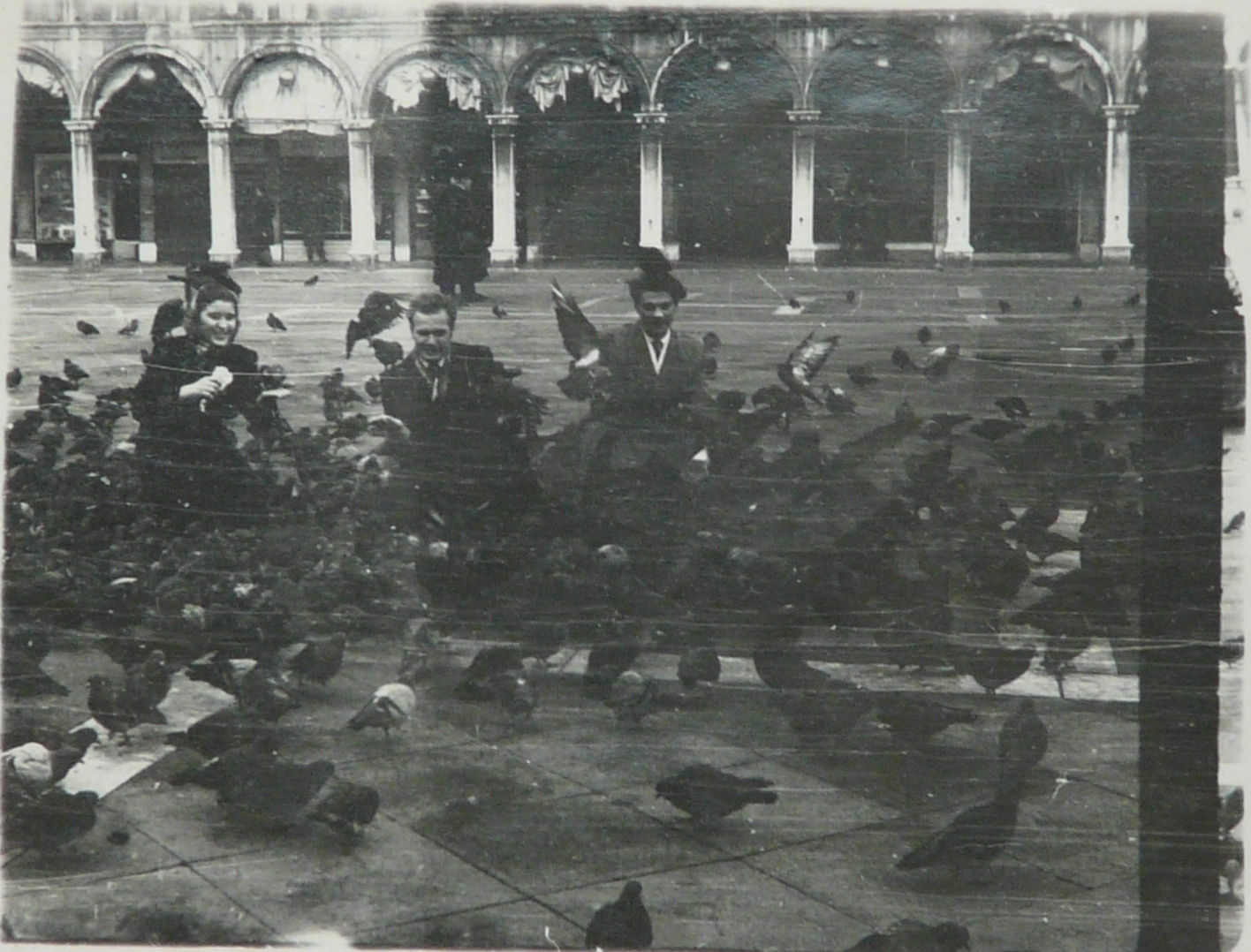
Члени екіпажу пароплава "Нежин" на площі Сан-Марко в Венеції в період між жовтнем 1958 та березнем 1960 рік. На фото дівчина Лена, яка працювала на цьому пароплаві недовго. В центрі Ніколай (Микола), який народився в рік тигра за Китайським календарем (у 1938 році).

Цей пароплав заходив в Венецію приблизно в період між жовтнем 1958 та квітнем 1959 чи в період між кінцем листопада 1959 та березнем 1960, - згідно одягу людей на фото та місяців прибування автора фото на пароплаві.
На фото справа члени екіпажу пароплава "Нежин" на площі Сан-Марко в Венеції, таку одежу в Венеції носять взимку чи в місяці близькі до зими. На фото:
- Зліва Лена, - чи буфетчиця, чи дневальна пароплава "Нежин", яка працювала на цьому пароплаві не довго і в 1960 році вода вже не була на "Нежині". Дуже схожа на Маргариту Назарову на фото в статті за адресою (дивись друге маленьке фото в статті) https://web.archive.org/web/20170113172052/http://www.open.kg/todaynews/13880-margarita-nazarova-biografiya-istoriya-zhizni-ukrotitelnicy-tigrov.html
- В центрі чоловік, який народився в 1938 році, в рік тигра, йому дуже сподобується фільм "Смугастий рейс" і ще є пов'язання з артистом Леоновим подалі.
- Справа, - також з пароплаву "Нежин", на фото на його носі пляма. Микола не пам'ятає ні його імені, ні його посади на пароплаві. Також Микола пам'ятає, що цей член екіпажа з ції фотографії і Шумілов (з закритими очіма на фотографії з Сирії, дивись раніше, і потмер в автомобільній катастрофі в 1980-х) були друзями. А ось фото Константина Константиновського 1960 року тут https://web.archive.org/web/20170113170411/http://www.gazeta.kg/news/russia-news/67725-konstantin-konstantinovskiy-glavnaya-tragediya-v-zhizni-margarity-nazarovoy.html чи тут http://www.kino-teatr.ru/teatr/acter/m/sov/274027/foto/143412/ [Архівовано 18 січня 2017 у Wayback Machine.]

Микола каже: "Це не вона, не може бути". До зйомок фільму "Смугастий рейс" Маргарита Назарова не фарбувала свої волосся в світлий колір і тому було тяжко її впізнати в фільмі. А Константиновського зовсім не знали.
Може бути, що підібрали схожих людей. Може бути випадковість і схожість. Чи була необхідність Маргариті Назаровій та Костянтиновському перебувати короткий час на пароплаві "Ніжин"? Так, була.
- По-перше, не знайшов в літературі та в Інтернеті де була Маргарита Назарова в ці періоди.[16]
- По-друге, це було до початку зйомок фільму "Смугастий рейс" і їм треба було адаптуватися, краще пізнати життя і умови на пароплавах.
- По-третє, знайомий з часів війни німець Маргарити не мав великого інтересу до дресирувальниці-актрисі Маргариті Назаровой і до дресирувальника-КГБісту Костянтиновського, якщо у КГБіста немає чогось особливого, що може зацікавити спеціальні служби інших країн. І на це особливо цікаве, чим був зацікавлений маршал Жуков, а подалі Андропов і нова “принцеса цирку” Галіна Брежнєва, виходили через одного члена екіпажу цього пароплава. На пароплаві "Нежин" було більш ніж 30 чоловіків і мабуть декілька чоловіків народились в "рік тигра" за східним календарем. Поділення людей за роком народження і задання їм програми, - це вже елементи психології, яку можна трансформувати в одну з форм зомбування, якщо довести до інстинкту. А з інстинктами тварин, люди це теж тварини, працював Константиновський.[17]
- По-четверте, Маргарита та Константиновський одружились десь в цей період і мабуть це було також необхідністю, якщо проаналізувати по-третє: він має вихід на цікаве і цікаву роботу з цим цікавим, а вона його жінка. Коли помер Константиновський, Маргарита стала не потрібна.[18]

Маргарита Назарова та Константиновський могли зійти з пароплава у Венеції, як списують членів екіпажу з пароплавів. Вони могли сісти на пароплав в Венеції як нові члени екіпажа. Можливо вона була на пароплаві десь з жовтня-грудня 1958 до січня-березня 1960, чи ще менше. Про нього не пам'ятають хто він і чи довго був на пароплаві.
Микола згадує один випадок на пароплаві "Ніжин" з Леною, тому він її запам'ятав:
```
На пароплаві вона мешкала з однією панянкою в двомісній каюті з прямокутним 
ілюмінатором
. Один моряк повертався з міста на пароплав зі спиртним, яке було не тільки для нього. Коли він піднявся на борт судна, йому дали знати, що всередині на вході з нижньої палуби помполіт (помічник капітана судна з політики) чекає і хоче піймати будь-кого з алкоголем. В порту всі двері в житлову надбудову пароплава закривають зсередини, крім однієї найближчій до 
трапу
, - щоб не зайшли непоміченими сторонні. Моряк побіг на палубу вище, де були прямокутні ілюмінатори і побачив, що один ілюмінатор відкритий.
 
Лена перебувала в каюті одна, коли раптом чиїсь ноги почали лізти через 
ілюмінатор
. Вона почала кричати і ноги зникли, -  він утік. Начальство прибуло на крик і запитало Лену, хто це був. Вона відповіла: "Ну хіба я можу по ногах визначити хто він?" Рядові члени екіпажу знали хто ліз у каюту через ілюмінатор, але не зраджували його.
```

В фільфі "Смугастий рейс" є епізоди з ілюмінаторами:
- Мавпа таємно скоче через ілюмінатор.
- Матрос Митя Книш, артист Смірнов, таємно приносить їжу через ілюмінатор.

В фільмі "Смугастий рейс" є епізоди і з ногами, - сліди від ног тигра. Всі тігри за ґратами, тоді треба шукати чиї ноги.
Епізод з пронесенням алкоголю на пароплав заборонили б, - цього не може бути згідно "радянської дійсності".

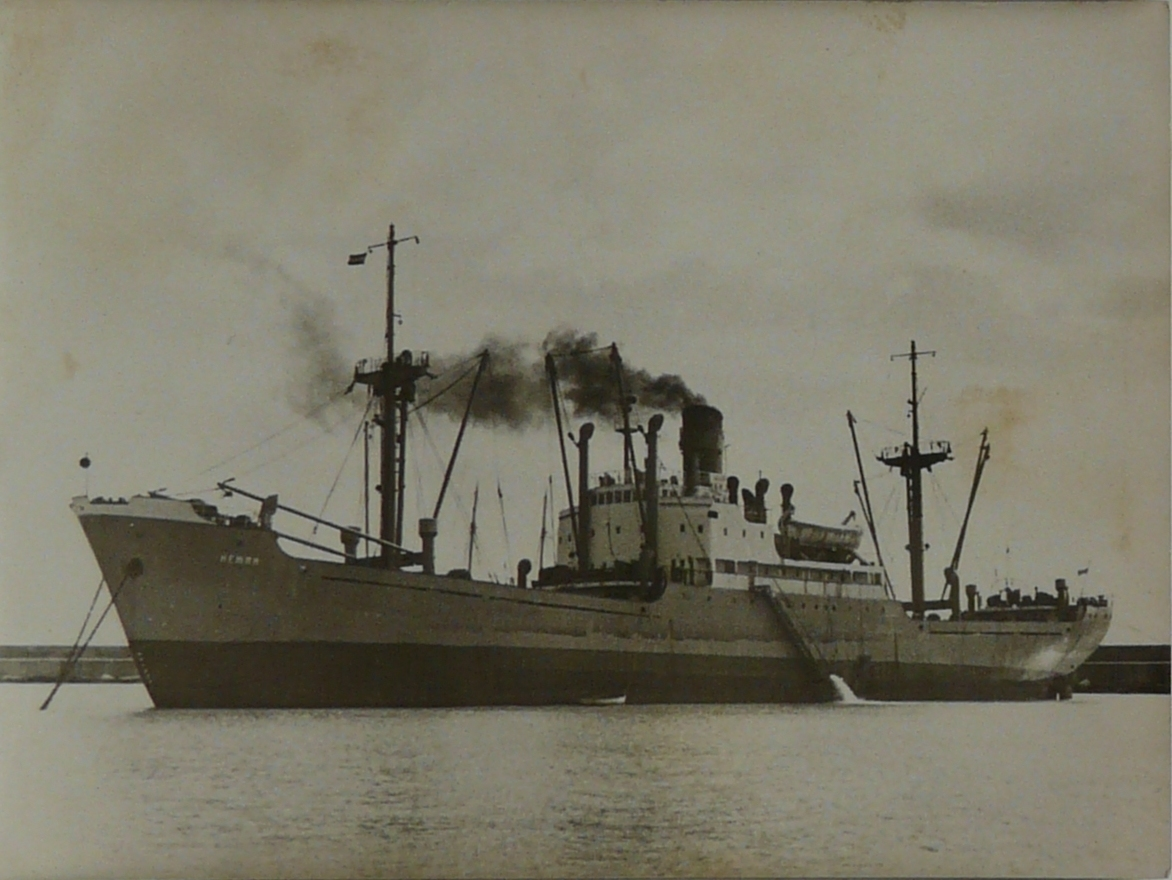
Пароплав "Нежин" чи на рейді Порт-Саїду (Єгипет) до проходження Суецького каналу, чи в Сирії. Фото 1958-1960 років. З таким світлим корпусом пароплав пам'ятають в Азовському пароплавстві.

### Рейси через Суецький канал
8 березня 1958 року Ємен став членом Конфедерації Об'єднана Арабська Республіка. Радянські фахівці почали будувати портові споруди в Ходейді, "порт Ахмаді", у 1958 році.
Пароплав "Нежин" перевозив вантажі з Радянського Союзу в Північний Ємен, в порт Ходейди.
Радянське Суспільство Червоного Хреста і Червоного Півмісяця відправило 10 000 тонн пшениці в Північний Ємен у 1959 році, щоб допомогти в подоланні наслідків посухи. Пароплав "Нежин" також став перевозити вантажі до Ходейди, може ще з 1958 року, і в основному перевозив військові вантажі в Північний Ємен, в тому числі танки. Раніше танки не перевозили на "Нежині".
Надводна частина корпусу пароплава "Нежин" була перефарбована в світло-сірий колір десь у 1957-1959 роках.
Рейс пароплава "Нежин" з Чорного моря до Цейлону був десь у період з кінця 1959 року та літа 1960 року.

### Кіно та німці
1957 рік був відзначений насувається напруженістю у відносинах між СРСР і НДР. 7 серпня 1957 року Микита Хрущов вилетів в НДР на чолі радянської делегації. Після візиту Микити Хрущова в ГДР відносини між НДР та СРСР потепліли. Навіть почали спільно випускати деякі товари військового значення.
Подалі пароплави НДР разом з радянськими пароплавами перевозили вантажі в місця, де відбувалися гарячі події в 1950-х і 1960-х роках, - наприклад, в арабські країни, в Індію...
Приготування для зйомок фільму "Смугастий рейс" розпочалися в квітні и травні 1960 року.
8 листопада 1960 року, Джон Кеннеді переміг на виборах з надзвичайно малою різницею голосів, а саме, 34 млн. 220 тис. 984 голоси за Кеннеді проти 34 млн. 108 тис. 157 голосів за Ніксона. Сполучені Штати вперше за свою історію обрали президента-католика ірландського походження.

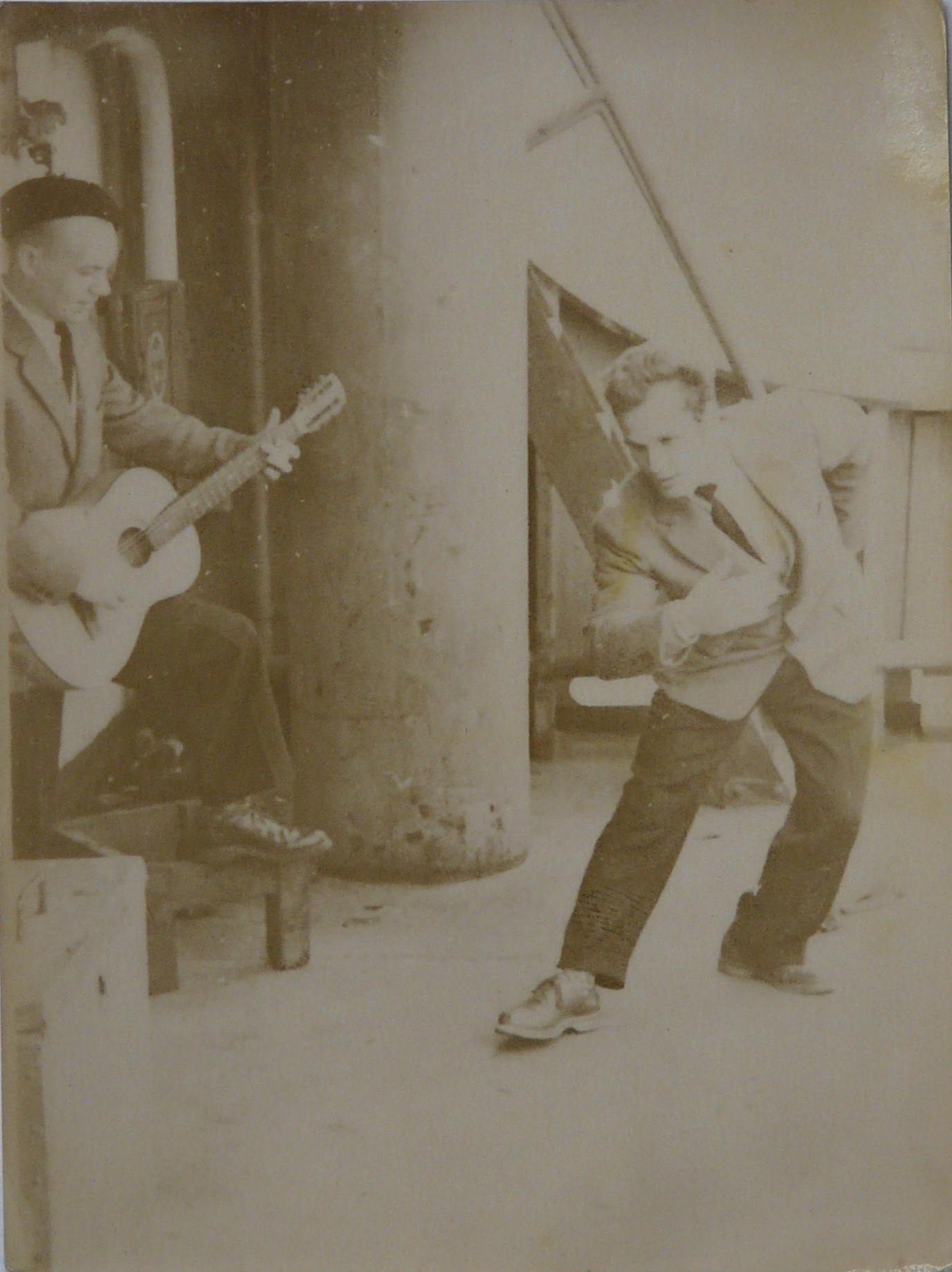
"Два Николая": На пароплаві "Нежин" степ танцює Микола і гітару тримає Микола в береті, (він не вмів грати на гітарі). Це 1960 рік. Степ в ті роки був модним серед моряків і наприкінці 5-ї та на початку 6-ї мінут фільму "Смугастий рейс" матрос спробує танцювати степ. Чомусь на флоті чечітку називали степом, - мабуть в порівнянні з ірландським степом.

Фільм "Смугастий рейс" вийшов в прокат у 1961 році. В цьому фільмі використовували пароплав «Фарязино», який для зйомок перейменували в "E.Onegin". А там, де є Євгенії Онєгіни, там і Тетяни, - Євгеній Онєгін і Тетяна Ларіна головні персонажі романа О.Пушкіна "Євгеній Онєгін". Тетяни мають скорочення, - Тані, Таньки. Військова приказка говорить російською мовою:
```
Война фигня, и 
танки
 наши быстры!
```

Але деякі знавці говорили на одеський манер російською (змінюючи "быстры" на "бистри"):
```
Война фигня, и 
Таньки
 наши бистри!
```

До того ж останнє речення можна казати з жартом до своєї подруги чи жінки, яку звуть Тетяна, і невтаємничені не зрозуміють що до чого.
На початку та наприкінці фільму "Смугастий рейс" є епізоди з радянською акторкою з прізвищем німецького походження Фрейндліх, - з німецького переводиться як "доброзичливий" (нім. freundlich), "дружній" (нім. freundliche) чи  "Друзів можна знайти" (нім. Freunde lich).

### Ремонт в Болгарії
Ремонт пароплава "Нежин" розпочали в Болгарії в травні чи влітку 1960 року і був закінчений наприкінці 1960 року або в першій половині січня 1961 року. Ремонт в Болгарії тривав не менше півроку.

### Переобладнання пароплава для використання рідкого палива

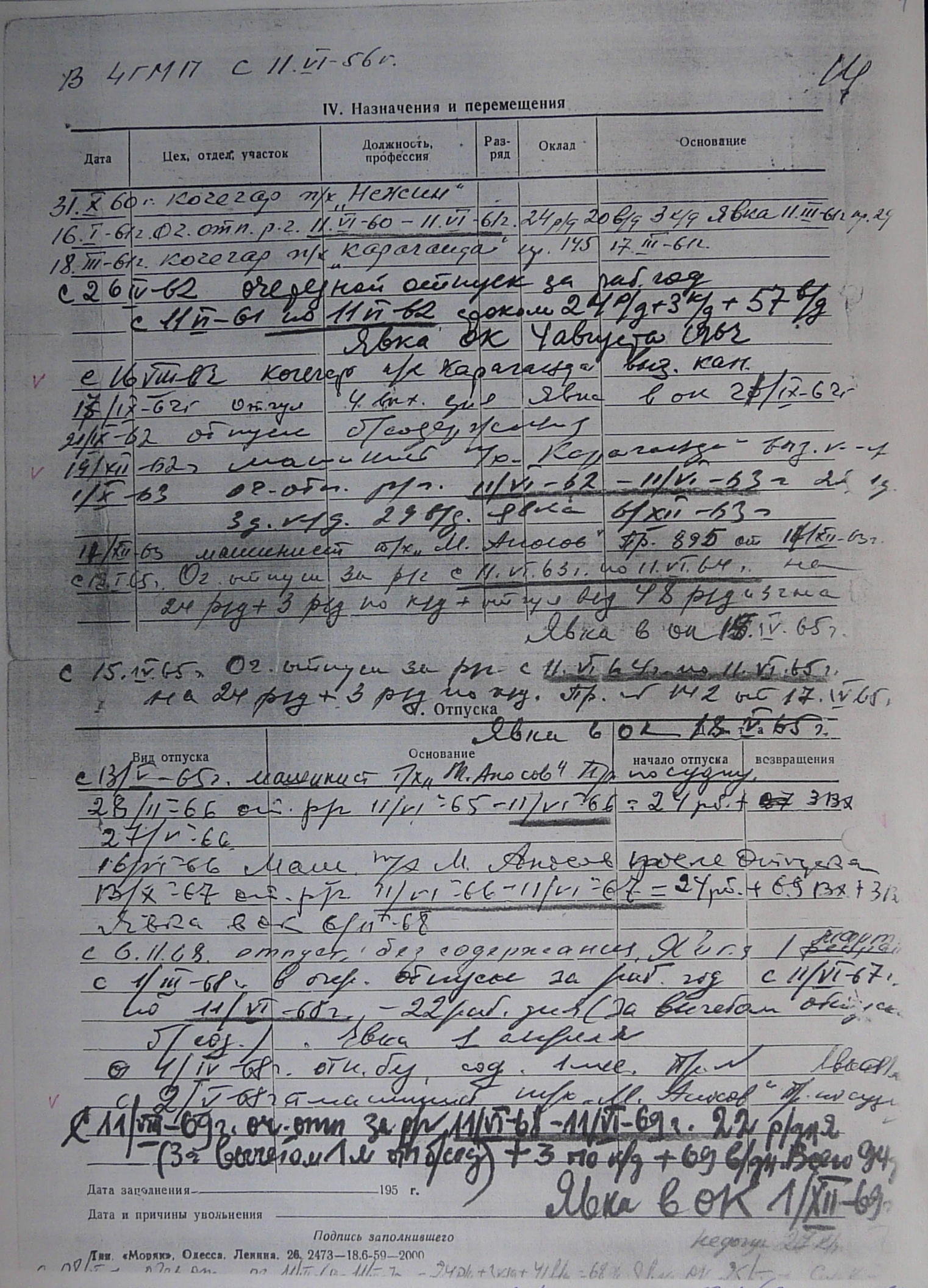
Одна сторона картки з відділу кадрів Чорноморського морського пароплавства як підтвердження того, що чоловік працював на пароплавах Нежин, "", ". Тільки ця персона працювала на цих трьох пароплавах.

З Болгарії пароплав "Нежин" прибув до Одеси і приступив до переозброєння двигунів для використання рідкого палива замість вугілля. Микола був відправлений в відпустку з пароплава "Нежин" 16 січня 1961 року. Його наступним пароплавом став відомий своїми невдачами і важкою працею пароплав Караганда, через який планували познайомити Миколу з його майбутньою дружиною, дошлюбне прізвище якої мало безпосередній зв'язок з Олександром Пушкіним i містило в собі частину Жуков. А Пушкін написав роман "Євгеній Онєгін".
А пароплав "Нежин" став теплоходом "Нежин" з 1961 року. На початку 1960-х нові вугільні пароплави Чорноморського пароплавства переозброювали для використання рідкого палива. Але пароплав Караганда був старим за віком пароплавом.

### Азовське морське пароплавство
Регіон Азовського моря був під управлінням Чорноморського морського пароплавства, але регіональне відділення було створено у Жданові у 1953 році. Азовське регіональне управління було перетворено в Азовське морське пароплавство в 1967 році. Саме тому деякі пароплави Чорноморського морського пароплавства були передані новому Азовському морському пароплавству, і порт приписки був змінений з Одеси на Жданов. Так, два пароплава одного класу "Нежин" та "Смела" передали Азовському морському пароплавству в 1969 або в 1967 році.
Корпус "Нежина" ще раніше був перефарбований в світлий колір. Ось чому моряки Азовського морського пароплавства не розуміли, чому для фільму "Пірати XX сторіччя" корпус іншого пароплава, ім'я якого на час знімання змінили на "Нежин", перефарбували зі світлого кольору на чорний. Це було зроблено для тих, хто працював на цьому пароплаві чи з цим пароплавом в середині 1950-х і / або мав фото пароплава "Нежин" з корпусом чорного кольору, - дивись найперше фото.

### Доля
Останній рейс теплохода "Нежин" був з Азовського моря, здається від порту Жданов, до італійського порту Ла-Спеція у 1978 році, "Нежин" списали в 1978 році.
Зйомки фільму "Пірати XX віку" проходили в 1979 році. Фільм був сполучною ниточкою в подальшій гри і коли пароплав "Нежин" списали на металобрухт у 1978 році, то в новому фільмі 1979 року з'явилось його ім'я. Гра в 1979 році не закінчилась. Ось чому пароплав з ім'ям "Нежин" з'явився в фільмі.